# Venustus analogus
Venustus analogus är en skalbaggsart som beskrevs av Martins och Maria Helena M. Galileo 1996. Venustus analogus ingår i släktet Venustus och familjen långhorningar. Inga underarter finns listade i Catalogue of Life.